# Malina (Mythologie)
Malina ist die Sonnengöttin der auf Grönland lebenden Inuit.
Malina ist die Schwester des Mondgottes Anningan. Als die beiden Kinder waren, lebten sie zusammen und spielten oft miteinander in der Dunkelheit. Als sie erwachsen wurden, vergewaltigte Anningan seine Schwester, während sie wieder in der Dunkelheit spielten. In dem entstehenden Kampf fiel eine Öllampe um und beschmutzte Malinas Hand mit schwarzem Fett. Bei dem Versuch, sich zu wehren und Anningan von sich zu stoßen, schwärzte sie sein Gesicht.
Aus Angst vor Anningan flüchtete Malina, so weit wie sie konnte, in den Himmel, wo sie zur Sonne wurde. Seit dieser Stunde wurde aus der Dunkelheit Tag. Doch Anningan sah das von ihm begangene Unrecht nicht ein, verfolgte Malina, und so wurde er der Mond. Hin und wieder gelingt es ihm, seine Schwester einzuholen und sie erneut zu vergewaltigen. So entsteht eine Sonnenfinsternis. Da sein Gesicht schwarz gefärbt ist, erscheint Anningan dann schwarz.
Er ist so sehr damit beschäftigt, Malina zu jagen, dass er vergisst zu essen. So erklären die Inuit den abnehmenden Mond. Dies geht so lange, bis er an Neumond nicht mehr zu sehen ist. Dann wird ihm wieder bewusst, essen zu müssen, und er nimmt zu (zunehmender Mond).
Malina hasst Männer, wie auch Anningan Frauen hasst. Männer gehen daher nicht aus dem Haus bei einer Sonnenfinsternis, Frauen nicht bei Neumond.